# Hayato Okanaka
Hayato Okanaka (岡中 勇人 Okanaka Hayato?), född 26 september 1968 i Hyōgo prefektur, är en japansk före detta fotbollsspelare.
Okanaka började sin karriär 1991 i Matsushita Electric (Gamba Osaka). 2002 flyttade han till Oita Trinita. Han avslutade karriären 2005.